# Купецтво

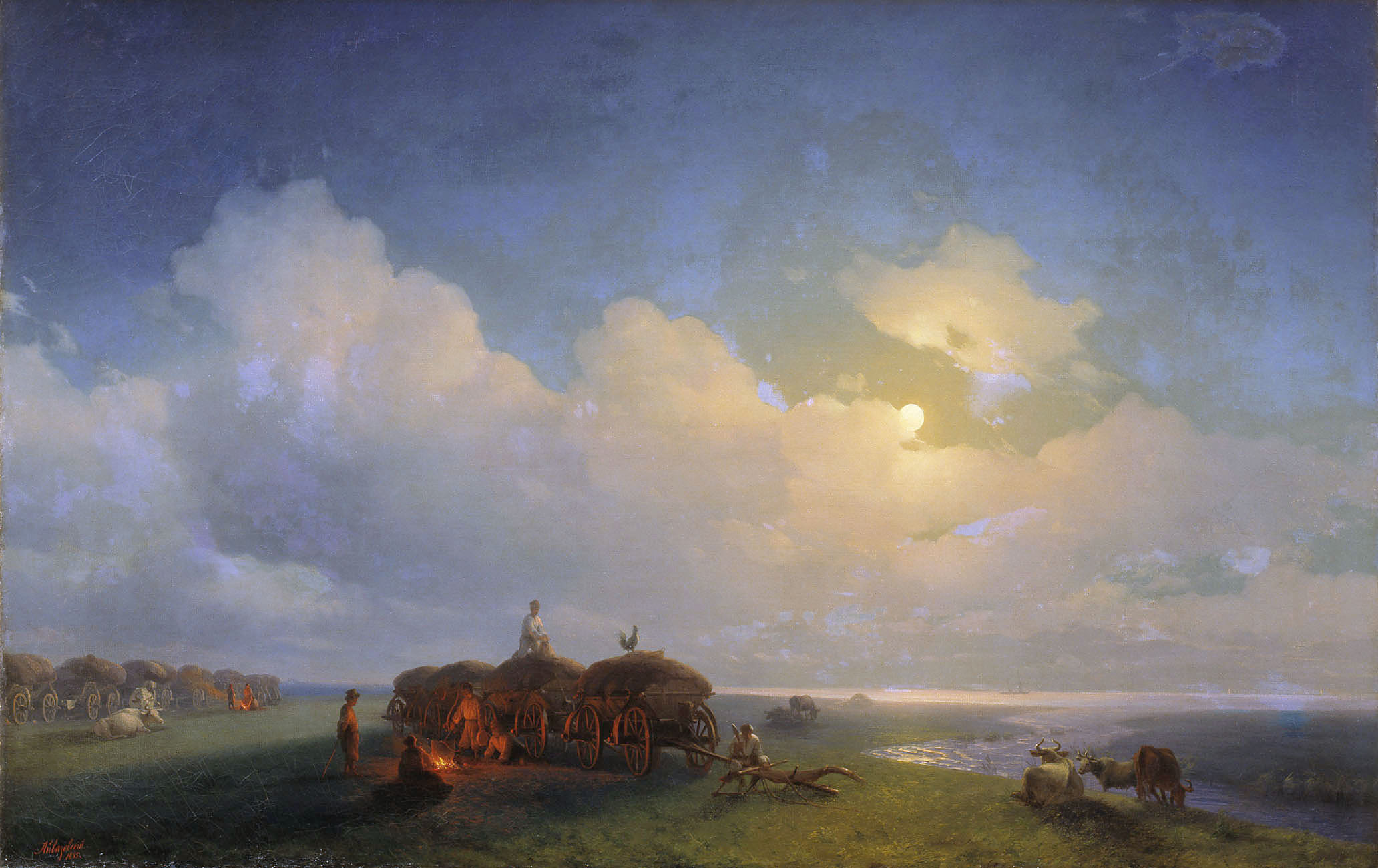
Чумаки — правонаступники купців Київської Русі

Купе́цтво — суспільний прошарок, сферою діяльності якого була торгівля. Виникло в період розкладу первіснообщинного ладу, подальшого розвитку набуло за рабовласництва та феодалізму.
На землях сучасної України перші згадки про купецтво й торгівлю відносяться до початку нашої ери, коли на цих землях йшла жвава торгівля між грецькими колоніями й скіфськими союзами племен.
На Русі купецтво відоме з VI століття, Х столітті, а у XII столітті купці вже об'єднувалися у власні корпорації.

Гості — верхівка купецтва в період Давньоруської держави. Виступали кредиторами князів і феодалів, лихварували, підпорядковуючи собі дрібних торговців. Торгівлю називали «гостьба», а місця торгівлі — «погости».
Наприкінці XIV — на початку XV ст. українське купецтво в багатьох містах України користувалося Магдебурзьким правом. Водночас у таких торгових центрах, як Київ, Львів, Ніжин, Кам'янець-Подільський та інших утворилися численні іноземні купецькі колонії (грецькі, вірменські, італійські).
Починаючи з XVII століття в Росії та Україні купецтво поступово перейшло на методи капіталістичної підприємницької діяльності як у промисловості, так і в галузі торгового обороту.
В 1775 році запроваджена система купецьких гільдій та відповідних привілеїв. Остаточно купецький стан був оформлений законодавчим актом Катерини II — жалуваною грамотою містам у 1785 році.
В Україні протягом 1816—1856 років чисельність купців усіх гільдій збільшилася з 18,2 до 104,4 тисячі. Одночасно зростали суми їхніх капіталів. Купецтво в Україні за своїм національним складом було неоднорідним (крім українців — росіяни, євреї, поляки, вірмени та інші).
Після жовтневого перевороту 1917 року купецтво, як соціальний стан було скасоване, багато його представників зазнали репресій.

## Ординська епоха
Близько 1300 року московські купці заснували в ординській столиці Сараї торгову колонію, з якої вели під захистом ординських царів торгівлю з Кримом і північним Іраном. Таким чином, на відміну від новгородської і псковської торгівлі, яка була орієнтована на Німеччину, московська комерція була більш орієнтована на Азію. Найяскравіше про це свідчить кількість запозичень пов'язаних із торгівлею, фінансами і транспортом, які запозичені з мов азійських народів.

## Україна
З межі XIII—XIV століття. на теренах України почали впроваджувати Магдебурзьке право, за яким у містах закладали об'єднання купців, місця торгівлі. Через Україну проходили важливі торгові шляхи транзитної торгівлі поміж містами Європи і Сходом (Османською імперією, Персією). Королівські привілеї нормували кількість яток, купців сукном. Найважливішим для розвитку міст було право складу, яке першим отримав Львів 1379 року і яким місто користувалось з княжих часів. Також володарі надавали містам право на проведення ярмарків, на які прибувало купецтво як з прилеглих земель, так і здалеку. Купці Львова першими отримали 1425 королівський привілей на звільнення від сплати мит на теренах Корони, що сприяло розширенню торгівлі, а 1441 Владислав II дозволив магістрату закладати крами, ятки. Не менш важливими для купців були привілеї на закладенні у містах ваги, еталонів об'єму, довжини, які повинен був перевіряти воєвода (1420). На 1507 Львів мав свої міри, але з 1565 у Короні ввели уніфіковані краківські міри, для чого магістрати 1613 мали забезпечити еталонами довжини, ваги. Не менше значення для міст мали привілеї на утримання при магістратах перекладачів, через яких іноземні купці мали право вести торгівлю, заборона іноземним купцям продавати товар безпосередньо один одному, право патронату, юрисдикції магістратів над прибулими купцями. У більших містах для перебування прибулих купців відводились певні місця, як то Карвасари у Кам'янці на Поділлі. Торгові каравани, купці з міст України добирались до Сирії, Єгипту. У західному напрямку через протегування купців Кракова купці з міст України не мали права набувати, везти товари далі Руського, Волинського воєводств.

## Походження слова
Походження слова «купець», вочевидь, пов'язано з такими словами, як купа («багато» — це українське й староруське слово, яке спільне з тюркськими мовами), а також «купувати», «купляти» тощо, що початково означало «збирати в купу», «добувати».